# Hlivištia
Hlivištia – wieś (obec) na Słowacji położona w kraju koszyckim, w powiecie Sobrance. Pierwsze wzmianki o miejscowości pochodzą z roku 1413.
Według danych z dnia 31 grudnia 2012, wieś zamieszkiwało 380 osób, w tym 196 kobiet i 184 mężczyzn.
W 2001 roku pod względem narodowości i przynależności etnicznej 98,68% mieszkańców stanowili Słowacy, a 0,26% Rusini.
Ze względu na wyznawaną religię struktura mieszkańców kształtowała się w 2001 roku następująco:
- Katolicy rzymscy – 22,75%
- Grekokatolicy – 72,49%
- Prawosławni – 1,85%
- Ateiści – 0,26%
- Nie podano – 2,12%